# Sundbyberg község
Sundbyberg község (svédül: Sundbybergs kommun) Svédország 290 községének egyike. Stockholm megyében található, székhelye Sundbyberg.

## Települések
A község települései:
| Település | Népesség | Megjegyzés                                 |
| --------- | -------- | ------------------------------------------ |
| Stockholm | 38 220   | ennek része a község székhelye, Sundbyberg |